# Dmîtrenkî, Bohuslav
Dmîtrenkî (în ucraineană Дмитренки) este localitatea de reședință a comunei Dmîtrenkî din raionul Bohuslav, regiunea Kiev, Ucraina.

## Demografie
Componența lingvistică a localității Dmîtrenkî
     Ucraineană (97,76%)
     Rusă (1,79%)
     Alte limbi (0,45%)
Conform recensământului din 2001, majoritatea populației localității Dmîtrenkî era vorbitoare de ucraineană (97,76%), existând în minoritate și vorbitori de rusă (1,79%).